# Tomba del Colle Casuccini

La Tomba del Colle Casuccini ou Tomba del Colle (littéralement « tombe du col Casuccini »)  est une tombe étrusque proche de la ville de Chiusi, dans la province de Sienne en Toscane, à la limite de l'Ombrie et est située à l'est de la ville près de l'actuel cimetière.

## Description
La tomba del Colle Casuccini prend le nom de l'endroit où elle est située. Elle possède un plan articulé sur le dromos d'accès qui donne sur trois chambres et deux petites cellules destinées aux urnes cinéraires. La tombe présente des fresques semblables à celles de la Tomba della Scimmia avant 1911.
Les parois sont décorées par une frise continue avec une procession de danseuses avec crotales, athlètes, boxeurs, lutteurs, une course de bige et une scène de banquet. Ces thèmes se rapportent au début de la période archaïque (début du VIe siècle av. J.-C.) que l'on trouve aussi à Monterozzi. Les scènes se trouvent aussi sur les bas-reliefs des urnes funéraires en pietra fetida de l'époque archaïque tardive de la région.

## Sources
- (it) Cet article est partiellement ou en totalité issu de l’article de Wikipédia en italien intitulé « Tomba del Colle Casuccini » (voir la liste des auteurs).